# عبد الرحمن الحملي
عبد الرحمن محمد الحملي لاعب كرة قدم سعودي يلعب في نادي رأس تنورة كلاعب مهاجم.

## مسيرة اللاعب
لعب في نادي النور ونادي رأس تنورة.